# Kevin Ehlers
Kevin Ehlers (Monaco di Baviera, 23 gennaio 2001) è un calciatore tedesco, difensore dell'Eintracht Braunschweig.

## Carriera

### Club
È cresciuto nel settore giovanile della Dinamo Dresda, con cui ha firmato il primo contratto professionistico nell'aprile del 2019. Ha debuttato in prima squadra il 27 luglio seguente nell'incontro di 2. Bundesliga perso 1-0 contro il Norimberga. Al termine della stagione ha ricevuto la Fritz-Walter-Medaille d'argento per la categoria Under-19. Ha segnato il primo gol in carriera il 3 settembre 2022 nella partita di 3. Liga vinta 3-0 contro il Borussia Dortmund II.
Al termine della stagione 2023-2024 ha lasciato il club a parametro zero ed il 21 maggio ha firmato un triennale con l'Eintracht Braunschweig.

### Nazionale
Ha giocato nelle nazionali giovanili tedesche Under-19 ed Under-20.

## Statistiche

### Presenze e reti nei club
Statistiche aggiornate al 14 febbraio 2025
| Stagione             | Squadra                | Campionato           | Campionato | Campionato | Coppe nazionali | Coppe nazionali | Coppe nazionali | Coppe continentali | Coppe continentali | Coppe continentali | Altre coppe | Altre coppe | Altre coppe | Totale | Totale | Totale |
| Stagione             | Squadra                | Comp                 | Pres       | Reti       | Comp            | Pres            | Reti            | Comp               | Pres               | Reti               | Comp        | Pres        | Reti        | Pres   | Reti   |        |
| -------------------- | ---------------------- | -------------------- | ---------- | ---------- | --------------- | --------------- | --------------- | ------------------ | ------------------ | ------------------ | ----------- | ----------- | ----------- | ------ | ------ | ------ |
| 2019-2020            | Dinamo Dresda          | 2L                   | 19         | 0          | CG              | 1               | 0               | -                  | -                  | -                  | -           | -           | -           | 20     | 0      |        |
| 2020-2021            | Dinamo Dresda          | 3L                   | 29         | 0          | CG              | 1               | 0               | -                  | -                  | -                  | -           | -           | -           | 30     | 0      |        |
| 2021-2022            | Dinamo Dresda          | 2L                   | 9          | 0          | CG              | 0               | 0               | -                  | -                  | -                  | -           | -           | -           | 9      | 0      |        |
| 2022-2023            | Dinamo Dresda          | 3L                   | 20         | 1          | CG              | 0               | 0               | -                  | -                  | -                  | -           | -           | -           | 20     | 1      |        |
| 2023-2024            | Dinamo Dresda          | 3L                   | 16         | 0          | CG              | 0               | 0               | -                  | -                  | -                  | -           | -           | -           | 16     | 0      |        |
| Totale Dinamo Dresda | Totale Dinamo Dresda   | Totale Dinamo Dresda | 93         | 1          |                 | 2               | 0               |                    | -                  | -                  |             | -           | -           | 95     | 1      |        |
| 2024-2025            | Eintracht Braunschweig | 2L                   | 17         | 1          | CG              | 0               | 0               | -                  | -                  | -                  | -           | -           | -           | 17     | 1      |        |
| Totale carriera      | Totale carriera        | Totale carriera      | 110        | 2          |                 | 2               | 0               |                    | -                  | -                  |             | -           | -           | 112    | 2      |        |

## Palmares

### Club

#### Competizioni nazionali
- 3. Liga: 1

Dinamo Dresda: 2020-2021

### Individuale
- Medaglia d'Argento Fritz Walter (Under-19): 1

2020